# Quatrième district congressionnel du New Jersey
Le 4e district congressionnel du New Jersey est un district qui s'étend le long de la côte du New Jersey. Il est représenté par le Républicain Chris Smith depuis 1981, le deuxième plus ancien membre de la Chambre des Représentants des États-Unis et le plus ancien membre du Congrès du New Jersey de l'histoire.
Bien que le 4e district soit présent dans le Comté de Mercer depuis des décennies, il a perdu ses deux villes du Comté (Hamilton et Robbinsville) à la suite du processus de redécoupage fin 2021, basé sur le recensement de 2020. Le district est actuellement limité au Comté de Monmouth et au Comté d'Ocean. Avec un indice CPVI de R+14, c'est le district le plus républicain du New Jersey, et c'est également le seul à n'avoir pas élu de Démocrate depuis 2018.

## Comtés et municipalités dans le district
Pour le 118e Congrès et les successifs (basés sur le redécoupage à la suite du recensement de 2020), le district contient tout ou partie de deux comtés et 40 municipalités.

### Comté de Monmouth(19)
Avon-By-The-Sea, Belmar, Brielle, Colts Neck Township, Eatontown, Farmingdale, Freehold Township (part; also 3rd), Howell Township, Lake Como, Manasquan, Middletown Township (part; also 6th), Ocean Township, Sea Girt, Shrewsbury, Shrewsbury Township, Spring Lake, Spring Lake Heights, Tinton Falls, Wall Township.

### Comté d'Ocean(21)
Beachwood, Berkeley Township (part; also 2nd), Bay Head, Brick, Island Heights, Jackson Township, Lacey (part; also 2nd), Lakehurst, Lakewood Township, Lavallette, Manchester Township, Mantoloking, Ocean Gate, Pine Beach, Point Pleasant Beach, Point Pleasant (part; also 2nd), Plumsted Township, Seaside Heights, Seaside Park, South Toms River, Toms River.

## Historique de vote
| Année | Poste      | Résultats                    |
| ----- | ---------- | ---------------------------- |
| 2000  | Président  | Gore 50,0 % - 46,0 %         |
| 2004  | Président  | Bush 56,0 % - 44,0 %         |
| 2008  | Président  | McCain 52,0 % - 47,0 %       |
| 2012  | Président  | Romney 54,0 % - 45,0 %       |
| 2016  | Président  | Trump 56,0 % - 41,0 %        |
| 2017  | Gouverneur | Guadagno 56,0 % - 42,0 %     |
| 2020  | Président  | Trump 55,0 % - 44,0 %        |
| 2020  | Sénat      | Mehta 55,0 % - 43,4 %        |
| 2021  | Gouverneur | Ciattarellli 60,0 % - 40,0 % |

## Liste des Représentants du district
| Membre                           | Parti                    | Années                            | Congrès    | Histoire électorale | Zone géographique                                                       |
| -------------------------------- | ------------------------ | --------------------------------- | ---------- | --- | ----------------------------------------------------------------------- |
| District établit le 4 mars 1799  |                          |                                   |            | |                                                                         |
| James H. Imlay (en)              | Fédéraliste              | 4 mars 1799 - 3 mars 1801         | 6e         | Redécoupage depuis le district at-large et réélu en 1798. Retrait. | 1799–1801 Burlington et Monmouth                                        |
| District supprimé le 3 mars 1801 |                          |                                   |            | |                                                                         |
| District rétablit le 4 mars 1843 |                          |                                   |            | |                                                                         |
| Littleton Kirkpatrick (en)       | Démocrate                | 4 mars 1843 - 3 mars 1845         | 28e        | Élu en 1842. Retrait. | 1843–1845 Middlesex, Morris et Somerset                                 |
| Joseph E. Edsall (en)            | Démocrate                | 4 mars 1845 - 3 mars 1847         | 29e        | Élu en 1844. Redécoupage vers le 3e district. | 1845–1847 Morris, Sussex et Warren                                      |
| John Van Dyke (en)               | Whig                     | 4 mars 1847 - 3 mars 1851         | 30e , 31e  | Élu en 1846.. Réélu en 1848. Retrait. | 1847–1853 Middlesex, Morris et Somerset                                 |
| George H. Brown (en)             | Whig                     | 4 mars 1851 - 3 mars 1853         | 32e        | Élu en 1850. Retrait. | 1847–1853 Middlesex, Morris et Somerset                                 |
| George Vail (en)                 | Démocrate                | 4 mars 1853 - 3 mars 1857         | 33e , 34e  | Élu en 1852. Réélu en 1854. Retrait. | 1853–1863 Bergen, Morris, Passaic et Sussex                             |
| John Huyler (en)                 | Démocrate                | 4 mars 1857 - 3 mars 1859         | 35e        | Élu en 1856. Perd sa réélection en tant que Démocrate-Lecompton. | 1853–1863 Bergen, Morris, Passaic et Sussex                             |
| Jetur R. Riggs (en)              | Anti-Lecompton Democrate | 4 mars 1859 - 3 mars 1861         | 36e        | Élu en 1858. Retrait. | 1853–1863 Bergen, Morris, Passaic et Sussex                             |
| George T. Cobb (en)              | Démocrate                | 4 mars 1861 - 3 mars 1863         | 37e        | Élu en 1860. Retrait. | 1853–1863 Bergen, Morris, Passaic et Sussex                             |
| Andrew J. Rogers (en)            | Démocrate                | 4 mars 1863 - 3 mars 1867         | 38e , 39e  | Élu en 1862. Réélu en 1864. Perd sa réélection. | 1863–1873 Bergen, Essex (sauf Newark), Morris, Passaic et Sussex        |
| John Hill (en)                   | Républicain              | 4 mars 1867 - 3 mars 1873         | 40e - 42e  | Élu en 1866. Réélu en 1868. Réélu en 1870. Retrait. | 1863–1873 Bergen, Essex (sauf Newark), Morris, Passaic et Sussex        |
| Robert Hamilton (en)             | Démocrate                | 4 mars 1873 - 3 mars 1877         | 43e , 44e  | Élu en 1872. Réélu en 1874. Retrait. | 1873–1893 Hunterdon, Somerset, Sussex et Warren                         |
| Alvah A. Clark (en)              | Démocrate                | 4 mars 1877 - 3 mars 1881         | 45e , 46e  | Élu en 1876. Réélu en 1878. Retrait. | 1873–1893 Hunterdon, Somerset, Sussex et Warren                         |
| Henry S. Harris (en)             | Démocrate                | 4 mars 1881 - 3 mars 1883         | 47e        | Élu en 1880. Perd sa réélection. | 1873–1893 Hunterdon, Somerset, Sussex et Warren                         |
| Benjamin F. Howey (en)           | Républicain              | 4 mars 1883 - 3 mars 1885         | 48e        | Élu en 1882. Retrait. | 1873–1893 Hunterdon, Somerset, Sussex et Warren                         |
| James N. Pidcock (en)            | Démocrate                | 4 mars 1885 - 3 mars 1889         | 49e , 50e  | Élu en 1884. Réélu en 1886. etrait. | 1873–1893 Hunterdon, Somerset, Sussex et Warren                         |
| Samuel Fowler (en)               | Démocrate                | 4 mars 1889 - 3 mars 1893         | 51e , 52e  | Élu en 1888. Réélu en 1890. Retrait. | 1873–1893 Hunterdon, Somerset, Sussex et Warren                         |
| Johnston Cornish (en)            | Démocrate                | 4 mars 1893 - 3 mars 1895         | 53e        | Élu en 1892. Perd sa réélection. | 1893–1903 Hunterdon, Morris, Sussex et Warren                           |
| Mahlon Pitney (en)               | Républicain              | 4 mars 1895 - 10 janvier 1899     | 54e , 55e  | Élu en 1894. Réélu en 1896. Réélu en 1898 mais démissionne lorsqu'élu au Sénat du New Jersey. | 1893–1903 Hunterdon, Morris, Sussex et Warren                           |
| Vacant                           | Vacant                   | 10 janvier 1899 - 3 mars 1899     | 55e        | | 1893–1903 Hunterdon, Morris, Sussex et Warren                           |
| Joshua S. Salmon (en)            | Démocrate                | 4 mars 1899 - 6 mai 1902          | 56e , 57e  | Élu pour terminer le mandat de Pitney. Réélu en 1900. Décès. | 1893–1903 Hunterdon, Morris, Sussex et Warren                           |
| Vacant                           | Vacant                   | 6 mai 1902 - 18 juin 1902         | 57e        | | 1893–1903 Hunterdon, Morris, Sussex et Warren                           |
| De Witt C. Flanagan (en)         | Démocrate                | 18 juin 1902 - 3 mars 1903        | 57e        | Élu pour terminer le mandat de Salmon. Retrait. | 1893–1903 Hunterdon, Morris, Sussex et Warren                           |
| William M. Lanning (en)          | Républicain              | 4 mars 1903 - 6 juin 1904         | 58e        | Élu en 1902. Démissionne lorsque nommé Juge de district du 3e district. | 1903–1933 Hunterdon, Mercer et Somerset                                 |
| Vacant                           | Vacant                   | 6 juin 1904 - 8 novembre 1904     | 58e        | | 1903–1933 Hunterdon, Mercer et Somerset                                 |
| Ira W. Wood (en)                 | Républicain              | 8 novembre 1904 - 3 mars 1913     | 58e - 62e  | Élu pour terminer le mandat de Lanning. Réélu en 1906. Réélu en 1908. Réélu en 1910. Retrait. | 1903–1933 Hunterdon, Mercer et Somerset                                 |
| Allan B. Walsh (en)              | Démocrate                | 4 mars 1913 - 3 mars 1915         | 63e        | Élu en 1912. Perd sa réélection. | 1903–1933 Hunterdon, Mercer et Somerset                                 |
| Elijah C. Hutchinson (en)        | Républicain              | 4 mars 1915 - 3 mars 1923         | 64e - 67e  | Élu en 1914. Réélu en 1916. Réélu en 1918. Réélu en 1920. Perd sa réélection. | 1903–1933 Hunterdon, Mercer et Somerset                                 |
| Charles Browne (en)              | Démocrate                | 4 mars 1923 - 3 mars 1925         | 68e        | Élu en 1922. Perd sa réélection. | 1903–1933 Hunterdon, Mercer et Somerset                                 |
| Charles A. Eaton (en)            | Républicain              | 4 mars 1925 - 3 mars 1933         | 69e - 72e  | Élu en 1924. Réélu en 1926. Réélu en 1928. Réélu en 1930. Redécoupage vers le 5e district. | 1903–1933 Hunterdon, Mercer et Somerset                                 |
| D. Lane Powers (en)              | Républicain              | 4 mars 1933 - 30 août 1945        | 73e - 79e  | Élu en 1932. Réélu en 1934. Réélu en 1936. Réélu en 1938. Réélu en 1940. Réélu en 1942. Réélu en 1944. Démissionne pour devenir membre de la Commission des Services Publics du New Jersey. | 1933–1967 Burlington et Mercer                                          |
| Vacant                           | Vacant                   | 30 août 1945 - 6 novembre 1945    | 79e        | | 1933–1967 Burlington et Mercer                                          |
| Frank A. Mathews Jr. (en)        | Républicain              | 6 novembre 1945 - 3 janvier 1949  | 79e , 80e  | Élu pour terminer le mandat de Powers. Réélu en 1946. Retrait. | 1933–1967 Burlington et Mercer                                          |
| Charles R. Howell (en)           | Démocrate                | 3 janvier 1949 - 3 janvier 1955   | 81e - 83e  | Élu en 1948. Réélu en 1950. Réélu en 1952. Retrait pour se présenter comme Sénateur des États-Unis. | 1933–1967 Burlington et Mercer                                          |
| Frank Thompson Jr. (en)          | Démocrate                | 3 janvier 1955 - 29 décembre 1980 | 84e - 96e  | Élu en 1954. Réélu en 1956. Réélu en 1958. Réélu en 1960. Réélu en 1962. Réélu en 1964. Réélu en 1966. Réélu en 1968. Réélu en 1970. Réélu en 1972. Réélu en 1974. Réélu en 1976. Réélu en 1978. Perd sa réélection et démissionne. | 1933–1967 Burlington et Mercer                                          |
| Frank Thompson Jr. (en)          | Démocrate                | 3 janvier 1955 - 29 décembre 1980 | 84e - 96e  | Élu en 1954. Réélu en 1956. Réélu en 1958. Réélu en 1960. Réélu en 1962. Réélu en 1964. Réélu en 1966. Réélu en 1968. Réélu en 1970. Réélu en 1972. Réélu en 1974. Réélu en 1976. Réélu en 1978. Perd sa réélection et démissionne. | 1967–1971 Hunterdon, Mercer, Sussex et Warren                           |
| Frank Thompson Jr. (en)          | Démocrate                | 3 janvier 1955 - 29 décembre 1980 | 84e - 96e  | Élu en 1954. Réélu en 1956. Réélu en 1958. Réélu en 1960. Réélu en 1962. Réélu en 1964. Réélu en 1966. Réélu en 1968. Réélu en 1970. Réélu en 1972. Réélu en 1974. Réélu en 1976. Réélu en 1978. Perd sa réélection et démissionne. | 1971–1973                                                               |
| Frank Thompson Jr. (en)          | Démocrate                | 3 janvier 1955 - 29 décembre 1980 | 84e - 96e  | Élu en 1954. Réélu en 1956. Réélu en 1958. Réélu en 1960. Réélu en 1962. Réélu en 1964. Réélu en 1966. Réélu en 1968. Réélu en 1970. Réélu en 1972. Réélu en 1974. Réélu en 1976. Réélu en 1978. Perd sa réélection et démissionne. | 1973–1983 Parties de Burlington, Mercer, Middlesex et Ocean             |
| Vacant                           | Vacant                   | 29 décembre 1980 - 3 janvier 1981 | 96e        | |                                                                         |
| Chris Smith                      | Républicain              | 3 janvier 1981 - Présent          | 97e - 118e | Élu en 1980. Réélu en 1982. Réélu en 1984. Réélu en 1986. Réélu en 1988. Réélu en 1990. Réélu en 1992. Réélu en 1994. Réélu en 1996. Réélu en 1998. Réélu en 2000. Réélu en 2002. Réélu en 2004. Réélu en 2006. Réélu en 2008. Réélu en 2010. Réélu en 2012. Réélu en 2014. Réélu en 2016. Réélu en 2018. Réélu en 2020. Réélu en 2022. |                                                                         |
| Chris Smith                      | Républicain              | 3 janvier 1981 - Présent          | 97e - 118e | Élu en 1980. Réélu en 1982. Réélu en 1984. Réélu en 1986. Réélu en 1988. Réélu en 1990. Réélu en 1992. Réélu en 1994. Réélu en 1996. Réélu en 1998. Réélu en 2000. Réélu en 2002. Réélu en 2004. Réélu en 2006. Réélu en 2008. Réélu en 2010. Réélu en 2012. Réélu en 2014. Réélu en 2016. Réélu en 2018. Réélu en 2020. Réélu en 2022. | 1983–1985 Parties de Burlington, Mercer, Middlesex et Monmouth          |
| Chris Smith                      | Républicain              | 3 janvier 1981 - Présent          | 97e - 118e | Élu en 1980. Réélu en 1982. Réélu en 1984. Réélu en 1986. Réélu en 1988. Réélu en 1990. Réélu en 1992. Réélu en 1994. Réélu en 1996. Réélu en 1998. Réélu en 2000. Réélu en 2002. Réélu en 2004. Réélu en 2006. Réélu en 2008. Réélu en 2010. Réélu en 2012. Réélu en 2014. Réélu en 2016. Réélu en 2018. Réélu en 2020. Réélu en 2022. | 1985–1993 Parties de Burlington, Mercer, Middlesex et Monmouth et Ocean |
| Chris Smith                      | Républicain              | 3 janvier 1981 - Présent          | 97e - 118e | Élu en 1980. Réélu en 1982. Réélu en 1984. Réélu en 1986. Réélu en 1988. Réélu en 1990. Réélu en 1992. Réélu en 1994. Réélu en 1996. Réélu en 1998. Réélu en 2000. Réélu en 2002. Réélu en 2004. Réélu en 2006. Réélu en 2008. Réélu en 2010. Réélu en 2012. Réélu en 2014. Réélu en 2016. Réélu en 2018. Réélu en 2020. Réélu en 2022. | 1993–2003 Parties de Burlington, Mercer, Monmouth et Ocean              |
| Chris Smith                      | Républicain              | 3 janvier 1981 - Présent          | 97e - 118e | Élu en 1980. Réélu en 1982. Réélu en 1984. Réélu en 1986. Réélu en 1988. Réélu en 1990. Réélu en 1992. Réélu en 1994. Réélu en 1996. Réélu en 1998. Réélu en 2000. Réélu en 2002. Réélu en 2004. Réélu en 2006. Réélu en 2008. Réélu en 2010. Réélu en 2012. Réélu en 2014. Réélu en 2016. Réélu en 2018. Réélu en 2020. Réélu en 2022. | 2003–2013: Parties de Burlington, Mercer, Monmouth et Ocean             |
| Chris Smith                      | Républicain              | 3 janvier 1981 - Présent          | 97e - 118e | Élu en 1980. Réélu en 1982. Réélu en 1984. Réélu en 1986. Réélu en 1988. Réélu en 1990. Réélu en 1992. Réélu en 1994. Réélu en 1996. Réélu en 1998. Réélu en 2000. Réélu en 2002. Réélu en 2004. Réélu en 2006. Réélu en 2008. Réélu en 2010. Réélu en 2012. Réélu en 2014. Réélu en 2016. Réélu en 2018. Réélu en 2020. Réélu en 2022. | 2013–2023: Parties de Mercer, Monmouth et Ocean                         |
| Chris Smith                      | Républicain              | 3 janvier 1981 - Présent          | 97e - 118e | Élu en 1980. Réélu en 1982. Réélu en 1984. Réélu en 1986. Réélu en 1988. Réélu en 1990. Réélu en 1992. Réélu en 1994. Réélu en 1996. Réélu en 1998. Réélu en 2000. Réélu en 2002. Réélu en 2004. Réélu en 2006. Réélu en 2008. Réélu en 2010. Réélu en 2012. Réélu en 2014. Réélu en 2016. Réélu en 2018. Réélu en 2020. Réélu en 2022. | 2023–present: Monmouth et Ocean                                         |

## Résultats des récentes élections
Voici les résultats des dix précédents cycles électoraux dans le district.

### 2004
| Élection de 2004 du 4e district congressionnel du New Jersey | Élection de 2004 du 4e district congressionnel du New Jersey | Élection de 2004 du 4e district congressionnel du New Jersey | Élection de 2004 du 4e district congressionnel du New Jersey | Élection de 2004 du 4e district congressionnel du New Jersey |
| ------------------------------------------------------------ | ------------------------------------------------------------ | ------------------------------------------------------------ | ------------------------------------------------------------ | ------------------------------------------------------------ |
| Parti                                                        | Parti                                                        | Candidat                                                     | Votes                                                        | %                                                            |
|                                                              | Républicain                                                  | Chris Smith (sortant)                                        | 192 671                                                      | 67,0                                                         |
|                                                              | Démocrate                                                    | Amy Vasquez                                                  | 92 826                                                       | 32,3                                                         |
|                                                              | Indépendant                                                  | Richard Edgar                                                | 2 056                                                        | 0,7                                                          |
| Total des votes                                              | Total des votes                                              | Total des votes                                              | 287 553                                                      | 100 %                                                        |
|                                                              | Les Républicains conservent                                  |                                                              |                                                              |                                                              |

### 2006
| Élection de 2006 du 4e district congressionnel du New Jersey | Élection de 2006 du 4e district congressionnel du New Jersey | Élection de 2006 du 4e district congressionnel du New Jersey | Élection de 2006 du 4e district congressionnel du New Jersey | Élection de 2006 du 4e district congressionnel du New Jersey |
| ------------------------------------------------------------ | ------------------------------------------------------------ | ------------------------------------------------------------ | ------------------------------------------------------------ | ------------------------------------------------------------ |
| Parti                                                        | Parti                                                        | Candidat                                                     | Votes                                                        | %                                                            |
|                                                              | Républicain                                                  | Chris Smith (sortant)                                        | 124 482                                                      | 65,7                                                         |
|                                                              | Démocrate                                                    | Carol E. Gay                                                 | 62 905                                                       | 33,2                                                         |
|                                                              | Libertarien                                                  | Richard Edgar                                                | 1 539                                                        | 0,8                                                          |
|                                                              | Indépendant                                                  | Louis B. Wary Jr                                             | 614                                                          | 0,3                                                          |
| Total des votes                                              | Total des votes                                              | Total des votes                                              | 189 540                                                      | 100 %                                                        |
|                                                              | Les Républicains conservent                                  |                                                              |                                                              |                                                              |

### 2008
| Élection de 2008 du 4e district congressionnel du New Jersey | Élection de 2008 du 4e district congressionnel du New Jersey | Élection de 2008 du 4e district congressionnel du New Jersey | Élection de 2008 du 4e district congressionnel du New Jersey | Élection de 2008 du 4e district congressionnel du New Jersey |
| ------------------------------------------------------------ | ------------------------------------------------------------ | ------------------------------------------------------------ | ------------------------------------------------------------ | ------------------------------------------------------------ |
| Parti                                                        | Parti                                                        | Candidat                                                     | Votes                                                        | %                                                            |
|                                                              | Républicain                                                  | Chris Smith (sortant)                                        | 202 972                                                      | 66,2                                                         |
|                                                              | Démocrate                                                    | Joshua M. Zeitz                                              | 100 036                                                      | 32,6                                                         |
|                                                              | Vert                                                         | Steven Welzer                                                | 3 543                                                        | 1,2                                                          |
| Total des votes                                              | Total des votes                                              | Total des votes                                              | 306 551                                                      | 100 %                                                        |
|                                                              | Les Républicains conservent                                  |                                                              |                                                              |                                                              |

### 2010
| Élection de 2010 du 4e district congressionnel du New Jersey | Élection de 2010 du 4e district congressionnel du New Jersey | Élection de 2010 du 4e district congressionnel du New Jersey | Élection de 2010 du 4e district congressionnel du New Jersey | Élection de 2010 du 4e district congressionnel du New Jersey |
| ------------------------------------------------------------ | ------------------------------------------------------------ | ------------------------------------------------------------ | ------------------------------------------------------------ | ------------------------------------------------------------ |
| Parti                                                        | Parti                                                        | Candidat                                                     | Votes                                                        | %                                                            |
|                                                              | Républicain                                                  | Chris Smith (sortant)                                        | 129 752                                                      | 69,4                                                         |
|                                                              | Démocrate                                                    | Howard Kleinhendler                                          | 52 118                                                       | 27,9                                                         |
|                                                              | Libertarien                                                  | Joe Siano                                                    | 2 912                                                        | 1,6                                                          |
|                                                              | Vert                                                         | Steven Welzer                                                | 1 574                                                        | 0,8                                                          |
|                                                              | Indépendant                                                  | David R. Meiswinkle                                          | 582                                                          | 0,3                                                          |
| Total des votes                                              | Total des votes                                              | Total des votes                                              | 186 938                                                      | 100 %                                                        |
|                                                              | Les Républicains conservent                                  |                                                              |                                                              |                                                              |

### 2012
| Élection de 2012 du 4e district congressionnel du New Jersey | Élection de 2012 du 4e district congressionnel du New Jersey | Élection de 2012 du 4e district congressionnel du New Jersey | Élection de 2012 du 4e district congressionnel du New Jersey | Élection de 2012 du 4e district congressionnel du New Jersey |
| ------------------------------------------------------------ | ------------------------------------------------------------ | ------------------------------------------------------------ | ------------------------------------------------------------ | ------------------------------------------------------------ |
| Parti                                                        | Parti                                                        | Candidat                                                     | Votes                                                        | %                                                            |
|                                                              | Républicain                                                  | Chris Smith (sortant)                                        | 195 146                                                      | 63,7                                                         |
|                                                              | Démocrate                                                    | Brian Froelich                                               | 107 992                                                      | 35,3                                                         |
|                                                              | Indépendant                                                  | Leonard Marshall                                             | 3 111                                                        | 1,0                                                          |
| Total des votes                                              | Total des votes                                              | Total des votes                                              | 306 247                                                      | 100 %                                                        |
|                                                              | Les Républicains conservent                                  |                                                              |                                                              |                                                              |

### 2014
| Élection de 2014 du 4e district congressionnel du New Jersey | Élection de 2014 du 4e district congressionnel du New Jersey | Élection de 2014 du 4e district congressionnel du New Jersey | Élection de 2014 du 4e district congressionnel du New Jersey | Élection de 2014 du 4e district congressionnel du New Jersey |
| ------------------------------------------------------------ | ------------------------------------------------------------ | ------------------------------------------------------------ | ------------------------------------------------------------ | ------------------------------------------------------------ |
| Parti                                                        | Parti                                                        | Candidat                                                     | Votes                                                        | %                                                            |
|                                                              | Républicain                                                  | Chris Smith (sortant)                                        | 118 826                                                      | 68,0                                                         |
|                                                              | Démocrate                                                    | Ruben M. Scolavino                                           | 54 415                                                       | 31,1                                                         |
|                                                              | Indépendant                                                  | Scott Neuman                                                 | 1 608                                                        | 0,9                                                          |
| Total des votes                                              | Total des votes                                              | Total des votes                                              | 174 849                                                      | 100 %                                                        |
|                                                              | Les Républicains conservent                                  |                                                              |                                                              |                                                              |

### 2016
| Élection de 2016 du 4e district congressionnel du New Jersey | Élection de 2016 du 4e district congressionnel du New Jersey | Élection de 2016 du 4e district congressionnel du New Jersey | Élection de 2016 du 4e district congressionnel du New Jersey | Élection de 2016 du 4e district congressionnel du New Jersey |
| ------------------------------------------------------------ | ------------------------------------------------------------ | ------------------------------------------------------------ | ------------------------------------------------------------ | ------------------------------------------------------------ |
| Parti                                                        | Parti                                                        | Candidat                                                     | Votes                                                        | %                                                            |
|                                                              | Républicain                                                  | Chris Smith (sortant)                                        | 211 992                                                      | 63,7                                                         |
|                                                              | Démocrate                                                    | Lorna Phillipson                                             | 111 532                                                      | 33,5                                                         |
|                                                              | Indépendant                                                  | Hank Schroeder                                               | 5 840                                                        | 1,8                                                          |
|                                                              | Libertarien                                                  | Jeremy Marcus                                                | 3 320                                                        | 1,0                                                          |
| Total des votes                                              | Total des votes                                              | Total des votes                                              | 332 684                                                      | 100 %                                                        |
|                                                              | Les Républicains conservent                                  |                                                              |                                                              |                                                              |

### 2018
| Élection de 2018 du 4e district congressionnel du New Jersey | Élection de 2018 du 4e district congressionnel du New Jersey | Élection de 2018 du 4e district congressionnel du New Jersey | Élection de 2018 du 4e district congressionnel du New Jersey | Élection de 2018 du 4e district congressionnel du New Jersey |
| ------------------------------------------------------------ | ------------------------------------------------------------ | ------------------------------------------------------------ | ------------------------------------------------------------ | ------------------------------------------------------------ |
| Parti                                                        | Parti                                                        | Candidat                                                     | Votes                                                        | %                                                            |
|                                                              | Républicain                                                  | Chris Smith (sortant)                                        | 163 065                                                      | 55,4                                                         |
|                                                              | Démocrate                                                    | Joshua Welle                                                 | 126 766                                                      | 43,1                                                         |
|                                                              | Libertarien                                                  | Michael Rufo                                                 | 1 387                                                        | 0,5                                                          |
|                                                              | Indépendant                                                  | Ed Stackhouse                                                | 1 064                                                        | 0,4                                                          |
|                                                              | Indépendant                                                  | Brian Reynolds                                               | 581                                                          | 0,3                                                          |
|                                                              | Indépendant                                                  | Felicia Stoler                                               | 844                                                          | 0,3                                                          |
|                                                              | Indépendant                                                  | Allen Yusufov                                                | 371                                                          | 0,1                                                          |
| Total des votes                                              | Total des votes                                              | Total des votes                                              | 294 348                                                      | 100 %                                                        |
|                                                              | Les Républicains conservent                                  |                                                              |                                                              |                                                              |

### 2020
| Élection de 2020 du 4e district congressionnel du New Jersey | Élection de 2020 du 4e district congressionnel du New Jersey | Élection de 2020 du 4e district congressionnel du New Jersey | Élection de 2020 du 4e district congressionnel du New Jersey | Élection de 2020 du 4e district congressionnel du New Jersey |
| ------------------------------------------------------------ | ------------------------------------------------------------ | ------------------------------------------------------------ | ------------------------------------------------------------ | ------------------------------------------------------------ |
| Parti                                                        | Parti                                                        | Candidat                                                     | Votes                                                        | %                                                            |
|                                                              | Républicain                                                  | Chris Smith (sortant)                                        | 254 103                                                      | 59,9                                                         |
|                                                              | Démocrate                                                    | Stephanie Schmid                                             | 162 420                                                      | 38,3                                                         |
|                                                              | Indépendant                                                  | Hank Schroeder                                               | 3 195                                                        | 0,7                                                          |
|                                                              | Libertarien                                                  | Michael Rufo                                                 | 2 583                                                        | 0,6                                                          |
|                                                              | Indépendant                                                  | Andrew Pachuta                                               | 2 067                                                        | 0,5                                                          |
| Total des votes                                              | Total des votes                                              | Total des votes                                              | 424 368                                                      | 100 %                                                        |
|                                                              | Les Républicains conservent                                  |                                                              |                                                              |                                                              |

### 2022
| Primaire Républicaine de 2022 du 4e district congressionnel du New Jersey | Primaire Républicaine de 2022 du 4e district congressionnel du New Jersey | Primaire Républicaine de 2022 du 4e district congressionnel du New Jersey | Primaire Républicaine de 2022 du 4e district congressionnel du New Jersey | Primaire Républicaine de 2022 du 4e district congressionnel du New Jersey |
| ------------------------------------------------------------------------- | ------------------------------------------------------------------------- | ------------------------------------------------------------------------- | ------------------------------------------------------------------------- | ------------------------------------------------------------------------- |
| Parti                                                                     | Parti                                                                     | Candidat                                                                  | Votes                                                                     | %                                                                         |
|                                                                           | Républicain                                                               | Chris Smith (sortant)                                                     | 33 136                                                                    | 57,8                                                                      |
|                                                                           | Républicain                                                               | Mike Crispi                                                               | 21 115                                                                    | 36,8                                                                      |
|                                                                           | Républicain                                                               | Steve Gray                                                                | 2 305                                                                     | 4,0                                                                       |
|                                                                           | Républicain                                                               | Mike Blasi (Retiré officieusement)                                        | 751                                                                       | 1,3                                                                       |

| Primaire Démocrate de 2022 du 4e district congressionnel du New Jersey | Primaire Démocrate de 2022 du 4e district congressionnel du New Jersey | Primaire Démocrate de 2022 du 4e district congressionnel du New Jersey | Primaire Démocrate de 2022 du 4e district congressionnel du New Jersey | Primaire Démocrate de 2022 du 4e district congressionnel du New Jersey |
| ---------------------------------------------------------------------- | ---------------------------------------------------------------------- | ---------------------------------------------------------------------- | ---------------------------------------------------------------------- | ---------------------------------------------------------------------- |
| Parti                                                                  | Parti                                                                  | Candidat                                                               | Votes                                                                  | %                                                                      |
|                                                                        | Démocrate                                                              | Matthew Jenkins                                                        | 20 655                                                                 | 100                                                                    |

| Élection de 2022 du 4e district congressionnel du New Jersey | Élection de 2022 du 4e district congressionnel du New Jersey | Élection de 2022 du 4e district congressionnel du New Jersey | Élection de 2022 du 4e district congressionnel du New Jersey | Élection de 2022 du 4e district congressionnel du New Jersey |
| ------------------------------------------------------------ | ------------------------------------------------------------ | ------------------------------------------------------------ | ------------------------------------------------------------ | ------------------------------------------------------------ |
| Parti                                                        | Parti                                                        | Candidat                                                     | Votes                                                        | %                                                            |
|                                                              | Républicain                                                  | Chris Smith (sortant)                                        | 173 288                                                      | 66,9                                                         |
|                                                              | Démocrate                                                    | Matthew Jenkins                                              | 81 233                                                       | 31,4                                                         |
|                                                              | Libertarien                                                  | Jason Cullen                                                 | 1902                                                         | 0,7                                                          |
|                                                              | Indépendant                                                  | David Schmidt                                                | 1197                                                         | 0,5                                                          |
|                                                              | Indépendant                                                  | Hank Schroeder                                               | 905                                                          | 0,3                                                          |
|                                                              | Indépendant                                                  | Pam Daniels                                                  | 437                                                          | 0,2                                                          |
| Total des votes                                              | Total des votes                                              | Total des votes                                              | 258 962                                                      | 100 %                                                        |
|                                                              | Les Républicains conservent                                  |                                                              |                                                              |                                                              |

### 2024
| Primaire Républicaine de 2024 du 4e district congressionnel du New Jersey | Primaire Républicaine de 2024 du 4e district congressionnel du New Jersey | Primaire Républicaine de 2024 du 4e district congressionnel du New Jersey | Primaire Républicaine de 2024 du 4e district congressionnel du New Jersey | Primaire Républicaine de 2024 du 4e district congressionnel du New Jersey |
| ------------------------------------------------------------------------- | ------------------------------------------------------------------------- | ------------------------------------------------------------------------- | ------------------------------------------------------------------------- | ------------------------------------------------------------------------- |
| Parti                                                                     | Parti                                                                     | Candidat                                                                  | Votes                                                                     | %                                                                         |
|                                                                           | Républicain                                                               | Chris Smith (sortant)                                                     | 36 897                                                                    | 84,9                                                                      |
|                                                                           | Républicain                                                               | David Schmidt                                                             | 6538                                                                      | 15,1                                                                      |

| Primaire Démocrate de 2024 du 4e district congressionnel du New Jersey | Primaire Démocrate de 2024 du 4e district congressionnel du New Jersey | Primaire Démocrate de 2024 du 4e district congressionnel du New Jersey | Primaire Démocrate de 2024 du 4e district congressionnel du New Jersey | Primaire Démocrate de 2024 du 4e district congressionnel du New Jersey |
| ---------------------------------------------------------------------- | ---------------------------------------------------------------------- | ---------------------------------------------------------------------- | ---------------------------------------------------------------------- | ---------------------------------------------------------------------- |
| Parti                                                                  | Parti                                                                  | Candidat                                                               | Votes                                                                  | %                                                                      |
|                                                                        | Démocrate                                                              | Matthew Jenkins                                                        | 25 389                                                                 | 100%                                                                   |

| Élection de 2024 du 4e district congressionnel du New Jersey | Élection de 2024 du 4e district congressionnel du New Jersey | Élection de 2024 du 4e district congressionnel du New Jersey | Élection de 2024 du 4e district congressionnel du New Jersey | Élection de 2024 du 4e district congressionnel du New Jersey |
| ------------------------------------------------------------ | ------------------------------------------------------------ | ------------------------------------------------------------ | ------------------------------------------------------------ | ------------------------------------------------------------ |
| Parti                                                        | Parti                                                        | Candidat                                                     | Votes                                                        | %                                                            |
|                                                              | Républicain                                                  | Chris Smith (sortant)                                        | TBD                                                          | TBD                                                          |
|                                                              | Démocrate                                                    | Matthew Jenkins                                              | TBD                                                          | TBD                                                          |
|                                                              | Libertarien                                                  | John Morrison                                                | TBD                                                          | TBD                                                          |
|                                                              | Vert                                                         | Barry Bendar                                                 | TBD                                                          | TBD                                                          |
| Total des votes                                              | Total des votes                                              | Total des votes                                              | TBD                                                          | 100 %                                                        |
|                                                              |                                                              |                                                              |                                                              |                                                              |